# Olympische Winterspiele 1984/Teilnehmer (Italien)
| Gelbes Symbol für Goldmedaillen mit stilisierten Olympischen Ringen | Graues Symbol für Silbermedaillen mit stilisierten Olympischen Ringen | Braundes Symbol für Bronzemedaillen mit stilisierten Olympischen Ringen |
| ------------------------------------------------------------------- | --------------------------------------------------------------------- | ----------------------------------------------------------------------- |
| 2                                                                   | —                                                                     | —                                                                       |

Italien nahm an den Olympischen Winterspielen 1984 in Sarajevo mit einer Delegation von 74 Athleten (59 Männer, 15 Frauen) teil. Der Rennrodler Paul Hildgartner wurde als Fahnenträger der italienischen Mannschaft zur Eröffnungsfeier ausgewählt.

## Teilnehmer nach Sportarten

### Biathlon
Herren:
- Adriano Darioli
20 km: 28. Platz
4 × 7,5 km: 5. Platz
- Johann Passler
10 km: 35. Platz
4 × 7,5 km: 5. Platz
- Gottlieb Taschler
10 km: 19. Platz
4 × 7,5 km: 5. Platz
- Marco Zanon
20 km: 19. Platz
- Andreas Zingerle
10 km: 29. Platz
20 km: 9. Platz
4 × 7,5 km: 5. Platz

### Bob
| Zweierbob: - Guerrino Ghedina / Andrea Meneghin (ITA I) 7. Platz - Marco Bellodis / Stefano Ticci (ITA II) 9. Platz | Viererbob: - Georg Beikircher / Pasquale Gesuito / Umberto Prato / Alex Wolf (ITA I) 17. Platz - Guerrino Ghedina / Andrea Meneghin / Paolo Scaramuzza / Stefano Ticci (ITA II) 8. Platz |

### Eishockey
Herren: 9. Platz
| - John Bellio - Marco Capone - Gerard Ciarcia - Roberto De Piero - Cary Farelli - Norbert Gasser - Grant Goegan - Adolf Insam - Fabrizio Kasslatter - Erwin Kostner | - Michael Mair - Mike Mastrullo - Ico Migiliore - Thomas Milani - Gino Pasqualotto - Martin Pavlu - Constant Priondolo - Norbert Prünster - Adriano Tancon - David Tomassoni |

### Eiskunstlauf
| Damen: - Karin Telser 15. Platz | Eistanz: - Isabella Micheli / Roberto Pelizzola 15. Platz |

### Eisschnelllauf
| Damen: - Marzia Peretti 500 m: 17. Platz 1000 m: 33. Platz | Herren: - Maurizio Marchetto 5000 m: 22. Platz 10.000 m: 20. Platz - Giorgio Paganin 500 m: 33. Platz 1000 m: 32. Platz 1500 m: 35. Platz |

### Rodeln
| Damen: - Monika Auer 13. Platz - Veronika Oberhuber 11. Platz - Maria-Luise Rainer 6. Platz | Herren: - Ernst Haspinger 6. Platz - Paul Hildgartner - Norbert Huber 9. Platz | Doppelsitzer: - Norbert Huber / Hansjörg Raffl 6. Platz - Helmuth Brunner / Walter Brunner 10. Platz |

### Ski Alpin
| Damen: - Paola Magoni-Sforza Riesenslalom: 32. Platz Slalom: - Maria Rosa Quario Slalom: 7. Platz - Fulvia Stevenin Riesenslalom: DNF Slalom: DNF - Daniela Zini Riesenslalom: 25. Platz Slalom: 9. Platz | Herren: - Paolo De Chiesa Slalom: DNF - Robert Erlacher Riesenslalom: 12. Platz - Alberto Ghidoni Abfahrt: 16. Platz Riesenslalom: DNF - Alex Giorgi Riesenslalom: 7. Platz Slalom: DNF - Roberto Grigis Slalom: DNF - Michael Mair Abfahrt: 15. Platz - Danilo Sbardellotto Abfahrt: 20. Platz - Oswald Tötsch Riesenslalom: 15. Platz Slalom: 5. Platz |

### Ski Nordisch

#### Langlauf
| Damen: - Klara Angerer 5 km: 31. Platz 10 km: 35. Platz 4 × 5 km: 9. Platz - Guidina Dal Sasso 5 km: 24. Platz 10 km: 16. Platz 20 km: 10. Platz 4 × 5 km: 9. Platz - Manuela Di Centa 5 km: 24. Platz 10 km: 28. Platz 20 km: 26. Platz 4 × 5 km: 9. Platz - Paola Pozzoni 5 km: 33. Platz 10 km: 34. Platz 4 × 5 km: 9. Platz - Germana Sperotto 20 km: 35. Platz | Herren: - Giulio Capitanio 15 km: 24. Platz 30 km: 26. Platz 50 km: 34. Platz 4 × 10 km: 7. Platz - Maurilio De Zolt 15 km: 9. Platz 30 km: 9. Platz 50 km: 22. Platz 4 × 10 km: 7. Platz - Gianfranco Polvara 15 km: 34. Platz 50 km: 21. Platz - Alfred Runggaldier 30 km: DSQ 4 × 10 km: 7. Platz - Giorgio Vanzetta 15 km: 14. Platz 30 km: 24. Platz 50 km: 30. Platz 4 × 10 km: 7. Platz |

#### Skispringen
- Massimo Rigoni
Normalschanze: 16. Platz
Großschanze: 34. Platz
- Sandro Sambugaro
Normalschanze: 43. Platz
Großschanze: 44. Platz
- Lido Tomasi
Normalschanze: 21. Platz
Großschanze: 33. Platz